# Crossocerus palmipes
Crossocerus palmipes is een vliesvleugelig insect uit de familie van de graafwespen (Crabronidae). De wetenschappelijke naam is gepubliceerd in 1767 door Linnaeus.